# Persone di cognome Lawson
| Questa pagina contiene informazioni ricavate automaticamente dalle voci biografiche con l'ausilio del template Bio e di un bot. L'aggiornamento è periodico e automatico e ricostruisce completamente la pagina. Se manca una persona in questa lista, sei pregato di non aggiungerla, ma accertati piuttosto che la sua voce biografica contenga il template Bio e che i dati anagrafici siano correttamente compilati. Se il template Bio manca, inseriscilo tu stesso o, in alternativa, metti l'avviso {{tmp\|Bio}} che ne segnala la mancanza. Se i dati riportati sono sbagliati, correggi direttamente la voce biografica; le modifiche saranno visibili in questa lista entro pochi giorni. Per chiarimenti vedi il progetto biografie. La lista contiene solo le 43 persone che sono citate nell'enciclopedia e per le quali è stato implementato correttamente il template Bio. Pagina aggiornata al 3 nov 2022. |

Questa è una lista di persone presenti nell'enciclopedia che hanno il cognome Lawson, suddivise per attività principale.

## Attori(6)
- Ben Lawson, attore australiano (Brisbane, n.1980)
- Bianca Lawson, attrice statunitense (Los Angeles, n.1979)
- Denis Lawson, attore scozzese (Crieff, n.1947)
- Josh Lawson, attore, sceneggiatore e regista australiano (Brisbane, n.1981)
- Maggie Lawson, attrice statunitense (Louisville, n.1980)
- Richard Lawson, attore statunitense (Loma Linda, n.1947)

## Calciatori(4)
- Doc Lawson, calciatore e giocatore di calcio a 5 statunitense (Liberia, n.1958)
- Ian Lawson, ex calciatore inglese (Ouston, n.1939)
- Paul Lawson, calciatore scozzese (Aberdeen, n.1984)
- Steve Lawson, calciatore togolese (Mantes-la-Jolie, n.1994)

## Cantanti(3)
- Jamie Lawson, cantante britannico (Plymouth, n.1975)
- Maria Lawson, cantante britannica (Londra, n.1979)
- Philip Lawson, cantante, arrangiatore e compositore inglese (Crawley, n.1957)

## Cestisti(7)
- Ben Lawson, cestista britannico (Welwyn Garden City, n.1995)
- Dedric Lawson, cestista statunitense (Memphis, n.1997)
- Edwige Lawson-Wade, ex cestista francese (Rennes, n.1979)
- Jason Lawson, ex cestista statunitense (Filadelfia, n.1974)
- Kara Lawson, ex cestista e allenatrice di pallacanestro statunitense (Alexandria, n.1981)
- Pat Lawson, cestista e golfista canadese (Saskatoon, n.1929 - Saskatoon, † 2019)
- Ty Lawson, cestista statunitense (Clinton, n.1987)

## Esploratori(1)
- John Lawson, esploratore, naturalista e scrittore britannico (n.1674 - † 1711)

## Generali(1)
- Henry Merrick Lawson, generale irlandese (Dublino, n.1859 - † 1933)

## Geologi(1)
- Douglas Lawson, geologo, paleontologo e informatico statunitense (n.1947)

## Giocatori di football americano(3)
- Carl Lawson, giocatore di football americano statunitense (Alpharetta, n.1994)
- Nevin Lawson, giocatore di football americano giamaicano (Kingston, n.1991)
- Shaq Lawson, giocatore di football americano statunitense (Central, n.1993)

## Giornalisti(1)
- Nigella Lawson, giornalista e conduttrice televisiva britannica (Londra, n.1960)

## Lunghisti(1)
- Jarrion Lawson, lunghista e velocista statunitense (Texarkana, n.1994)

## Modelli(2)
- Nicosia Lawson, modella britannica (Saint Vincent e Grenadine, n.1983)
- Twiggy Lawson, supermodella, attrice e cantante britannica (Londra, n.1949)

## Pallavolisti(1)
- Bradley Lawson, pallavolista statunitense (Honolulu, n.1989)

## Piloti automobilistici(1)
- Liam Lawson, pilota automobilistico neozelandese (Hastings, n.2002)

## Piloti motociclistici(1)
- Eddie Lawson, pilota motociclistico statunitense (Upland, n.1958)

## Pittori(1)
- Ernest Lawson, pittore canadese (Halifax, n.1873 - Coral Gables, † 1939)

## Politici(2)
- Al Lawson, politico statunitense (Tallahassee, n.1948)
- Nigel Lawson, politico britannico (Londra, n.1932)

## Progettisti(1)
- Harry John Lawson, progettista e imprenditore britannico (n.1852 - Harrow, † 1925)

## Rugbisti a 15(1)
- Scott Lawson, ex rugbista a 15 britannico (Lanark, n.1981)

## Scenografi(1)
- Arthur Lawson, scenografo britannico (Sunderland, n.1908 - Londra, † 1970)

## Scrittori(2)
- Henry Lawson, scrittore e poeta australiano (Grenfell, n.1867 - Sydney, † 1922)
- Mary Lawson, scrittrice canadese (Sarnia, n.1946)

## Tennisti(1)
- Alex Lawson, tennista statunitense (Tempe, n.1994)

## Velocisti(1)
- LaKeisha Lawson, velocista statunitense (Los Angeles, n.1987)